# Unió Feminista Lliure
La Unió Feminista Lliure (àrab: الإتحاد النسائي الحر, abreviat UFL) és una organització marroquina que defensa els drets de les dones i la seva protecció contra la violència sexista i per raons de gènere.

## Descripció
La Unió Feminista Lliure és una associació que lluita contra la violència sexual per raons de gènere i contra l'estigma social. Va ser creada el 21 de març del 2016 i és la primera estructura que ha obtingut l'autorització del govern marroquí per lluitar contra la violència per raons de gènere i d'orientació sexual.

## Assistència a víctimes
Aquesta associació ofereix assistència legal, psicològica i mèdica a persones supervivents de totes les formes de violacions i discriminacions sexistes o homòfobes. També ofereix sessions d'escolta amb psicòlegs, i l'ajuda, si cal, de psiquiatres i advocats.

## Incidència i mobilització
La Unió Feminista Lliure defensa els drets de les dones i de la comunitat LGBTQ+.
Aquesta associació ha participat amb una quarantena d'associacions en mobilitzacions de moviments feministes al Marroc, per una reforma profunda del Codi de Família del Marroc, acusant-lo de discriminatori. Aquest moviment requereix una revisió exhaustiva i integral de tots els llibres del Codi de Família, inclòs el relatiu a l'herència, sobre la base dels dos principis d'igualtat i no discriminació per sexe, creences i situació familiar dels fills, d'acord amb les disposicions de la Constitució i la Convenció sobre l'eliminació de totes les formes de discriminació contra la dona.
La Unió Feminista Lliure també s'ha posicionat per la despenalització de les relacions entre persones del mateix sexe al Marroc juntament amb altres associacions, després de la detenció de dues noies per homosexualitat, a causa d'un petó.

## Aplicació mòbil "Manchoufouch"
La Unió Feminista Lliure va llançar, el 21 de març de 2018, a Rabat, la primera aplicació de documentació de l'assetjament sexual al Marroc, disponible en dialecte marroquí i en francès a Google Play. Manchoufouch és una plataforma de denúncia de tota mena de violència basada en el gènere i/o la sexualitat. Els incidents ajornats són visibles en un mapa en línia. L'associació orienta els testimonis o víctimes que han compartit el seu testimoni als relleus associatius i informa sobre els seus drets, inclòs els possibles procediments judicials. Un botó permet sol·licitar sistemàticament ajuda a les autoritats competents.